# Indian Point
Indian Point é uma vila localizada no estado americano de Missouri, no Condado de Stone.

## Demografia
Segundo o censo americano de 2000, a sua população era de 588 habitantes.
Em 2006, foi estimada uma população de 668, um aumento de 80 (13.6%).

## Geografia
De acordo com o United States Census Bureau tem uma área de
10,0 km², dos quais 7,2 km² cobertos por terra e 2,8 km² cobertos por água.

## Localidades na vizinhança
O diagrama seguinte representa as localidades num raio de 12 km ao redor de Indian Point.